# يويه
يويه (باليابانية: YUI ) (و. 1987  م) هي مغنية مؤلفة، وممثلة، وموسيقية، وعازفة قيثارة، وملحنة، ومغنية يابانية، ولدت في كوغا، فوكوكا، تستخدم آلات قيثارة.

## وصلات خارجية
- يويه على موقع IMDb (الإنجليزية)
- يويه على موقع ميوزك برينز (الإنجليزية)
- يويه على موقع ديسكوغز (الإنجليزية)
- يويه على موقع قاعدة بيانات الفيلم (الإنجليزية)

- يويه في قاعدة بيانات الأفلام على الإنترنت